# Baron Fisher

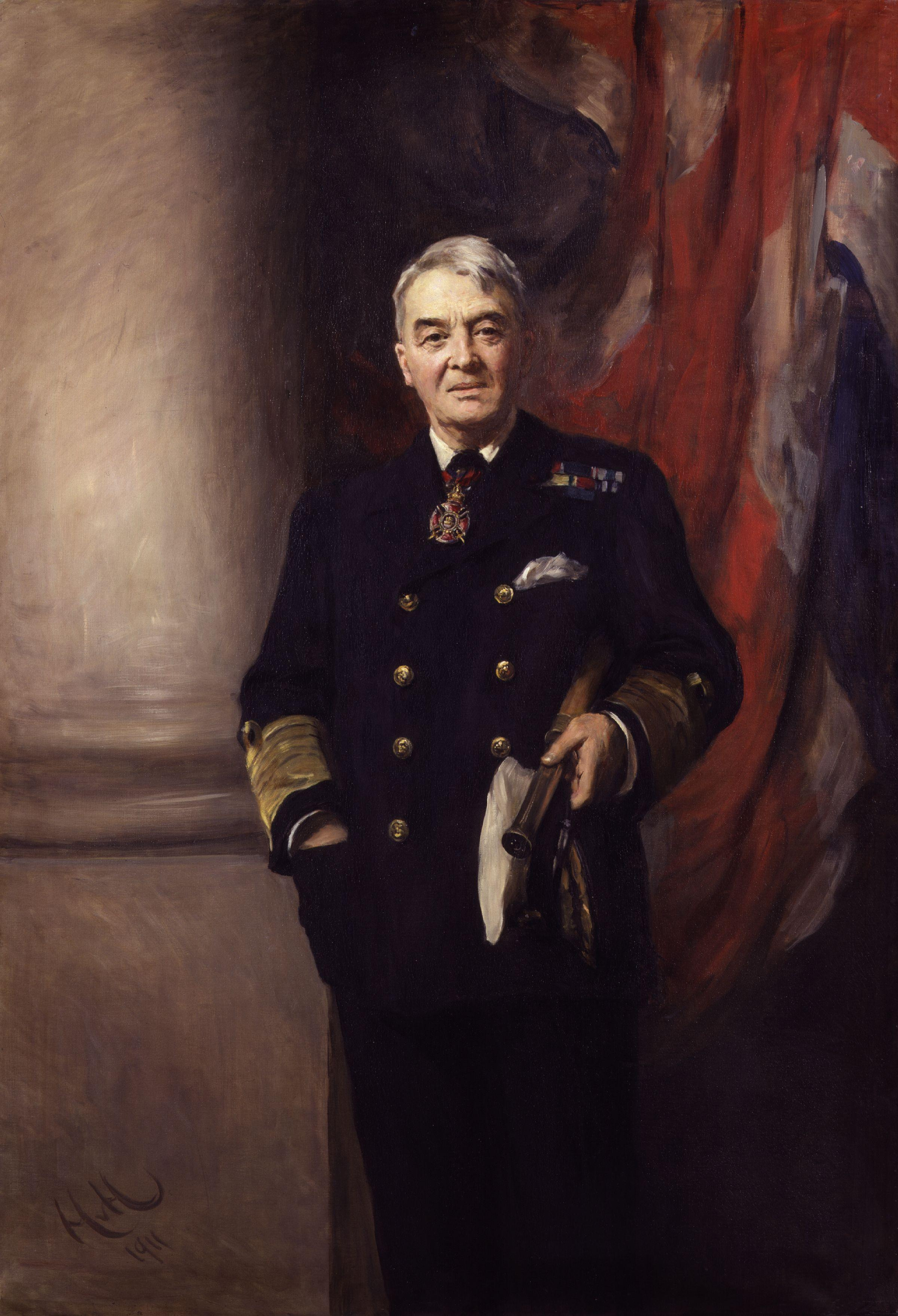
John Arbuthnot Fisher, 1. Baron Fisher

Baron Fisher, of Kilverstone in the County of Norfolk, ist ein erblicher britischer Adelstitel in der Peerage of the United Kingdom. 

## Verleihung
Der Titel wurde am 7. Dezember 1909 für den Admiral of the Fleet Sir Jackie Fisher geschaffen. Dieser hatte in der Zeit unmittelbar vor und während des Ersten Weltkrieges als Erster Seelord großen Einfluss auf die Baupolitik der Royal Navy. Er zeichnete insbesondere für den Bau der ersten Großkampfschiffe verantwortlich. Sein Sohn und Titelerbe Cecil (1868–1955) nahm als Erbe des Waffenfabrikanten Josiah Vavasseur 1909 als Familienname den Doppelnamen „Vavasseur Fisher“ an.

## Liste der Barone Fisher (1909)
- John Arbuthnot Fisher, 1. Baron Fisher (1841–1920)
- Cecil Vavasseur Fisher, 2. Baron Fisher (1868–1955)[2]
- John Vavasseur Fisher, 3. Baron Fisher (1921–2012)[3]
- Patrick Vavasseur Fisher, 4. Baron Fisher (* 1953)

Titelerbe (Heir apparent) ist der zweitgeborene Sohn des jetzigen Titelinhabers, Hon. Benjamin Carnegie Vavasseur Fisher (* 1986).